# D.J. Hayden
Derek Sherrad Hayden, detto D.J. (Houston, 27 giugno 1990 – Houston, 11 novembre 2023), è stato un giocatore di football americano statunitense che ha giocato nel ruolo di cornerback nella National Football League (NFL). Fu scelto nel corso del primo giro (12º assoluto) del draft NFL 2013 dagli Oakland Raiders. Al college giocò a football all’Università di Houston.

## Carriera professionistica

### Oakland Raiders
Hayden era considerato uno dei migliori cornerback selezionabili nel Draft NFL 2013 seppur condizionato dal suo bruttissimo infortunio quasi mortale accaduto nel novembre 2012 durante un allenamento dei Cougars. In uno scontro fortuito con il proprio compagno di squadra subì a causa della forte contusione al torace lo strappo della vena cava.
Il 25 aprile fu scelto al primo giro dagli Oakland Raiders. Tra il 23 e il 24 maggio venne ricoverato e successivamente operato nell'addome per rimuovere del tessuto cicatriziale dalla sua ferita precedente. Il 25 luglio firmò un contratto quadriennale del valore di 10,32 milioni di dollari di cui 5,89 milioni di bonus alla firma.
Hayden debuttò come professionista nella settimana 1 contro gli Indianapolis Colts in cui mise a segno 3 tackle. Il primo intercetto in carriera lo fece registrare nella settimana 5 su Philip Rivers dei San Diego Chargers nella propria endzone. Nella settimana successiva contro gli imbattuti Kansas City Chiefs forzò il suo primo fumble in carriera sulle 9 yard proprie ai danni di Donnie Avery, poi recuperato dal compagno di squadra Charles Woodson. Dopo aver saltato due partite per un infortunio al bacino, il 20 novembre venne inserito nella lista infortunati per sottoporsi ad un'operazione a un'ernia. Chiuse la stagione con 8 partite di cui 2 da titolare, 25 tackle totali, un intercetto e un fumble forzato.
Nel 2014, Hayden perse tutta la prima metà della stagione per infortunio. Tornò in campo nella settimana 8 contro i Cleveland Browns e alla fine disputò dieci partite, di cui otto come titolare, con 47 tackle, 10 passaggi deviati e un intercetto nella settimana 10 su Peyton Manning dei Denver Broncos.
Hayden iniziò la fase di preparazione alla nuova stagione come cornerback titolare visto lo svincolo dei veterani Carlos Rogers e Tarell Brown. Il capo-allenatore dei Raiders Jack Del Rio nominò Hayden cornerback titolare insieme a T.J. Carrie. Nella gara del sesto turno, la vittoria 37-29 contro i San Diego Chargers, fece 10 tackle in solitaria, un passaggio deviato e un intercetto sul quarterback Philip Rivers. Nella partita del turno successivo, la vittoria 34-20 contro i New York Jets, fece tre tackle, deviò un passaggio e fece il suo primo sack in carriera su Geno Smith. Nel nono turno, la sconfitta 35-38 contro i Pittsburgh Steelers, Hayden fece 13 tackle. Terminò la stagione giocando in tutte e 16 le gare stagionali, 13 da titolare, con 70 tackle totali, di cui 64 in solitaria, otto passaggi deviati, un sack e un intercetto.
Il 2 maggio 2016 i Raiders annunciarono che non avrebbero utilizzato l'opzione di rinnovo per un quinto anno del contratto di Hayden. All'inizio della stagione fu nominato quarto cornerback della squadra, dietro Sean Smith, David Amerson e T.J. Carrie. Nella gara del quarto turno, la vittoria 28-27 contro i Baltimore Ravens fece sei tackle e un passaggio deviato. Nella gara del settimo turno, la vittoria sui Jacksonville Jaguars, fece cinque tackle in solitaria e due passaggi deviati. Nella gara del nono turno, la vittoria 30-20 contro i Denver Broncos, fece la sua prima gara da titolare della stagione, facendo registrare due tackle e un passaggio deviato. Il 3 dicembre 2016 fu spostato nella lista riserve/infortunati per un infortunio al tendine del ginocchio. Concluse la stagione con 11 presenze, due da titolare, con 37 tackle, di cui 32 in solitaria, e sei passaggi deviati.

### Detroit Lions
Il 10 marzo 2017 Hayden firmò con i Detroit Lions un contratto annuale da 3,75 milioni di dollari, di cui 2,25 milioni garantiti e un bonus alla firma di 1 milione.
All'inizio della stagione fu nominato terzo cornerback dietro Darius Slay e Nevin Lawson.
Al suo debutto con i Lions nella vittoria 35-23 contro gli Arizona Cardinals mise a tabellino tre tackle in solitaria. Nella gara del terzo turno, la sconfitta 26-30 contro gli Atlanta Falcons, fece il suo record stagionale di sette tackle. Nella vittoria 27-24 dell'undicesimo turno contro i Chicago Bears recuperò un fumble dopo che il quarterback dei Bears Mitchell Trubisky mancò lo snap e quindi lo ritornò in touchdown per 27 yard.

### Jacksonville Jaguars

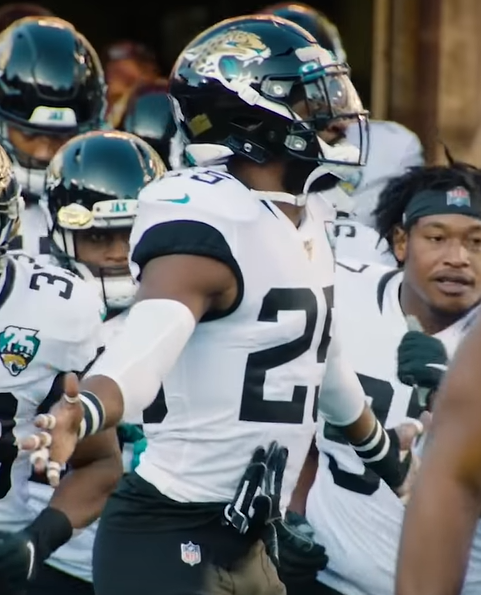
D.J. Hayden nel 2019

Il 14 marzo 2018 Hayden firmò un contratto triennale con i Jacksonville Jaguars del valore di 19 milioni di dollari, di cui 9,5 milioni garantiti.
Il 7 ottobre 2020 fu spostato nella lista riserve/infortunati dopo un infortunio al tendine del ginocchio subito durante la gara del quarto turno. Fu quindi riattivato il 21 novembre 2020, ma poi rispostato tra gli infortunati tre giorni dopo riessersi infortunato al tendine.

### Washington Commanders
Il 18 dicembre 2021 Hayden firmò per la squadra di allenamento del Washington Football Team. Il 12 gennaio 2022 firmò da riserva/contratto futuro con Washington ma fu poi svincolato l'8 aprile 2022.

## Statistiche
| 2013   | OAK    | 8  | 2  | 25  | 22  | 3  | 0,0 | 1 | 0  | 0,0  | 0  | 0 | 2  | 1 | 0 | 0  | 0 |
| 2014   | OAK    | 10 | 8  | 47  | 42  | 5  | 0,0 | 1 | -1 | -1,0 | -1 | 0 | 10 | 0 | 0 | 0  | 0 |
| 2015   | OAK    | 16 | 13 | 70  | 64  | 6  | 1,0 | 1 | 1  | 1,0  | 1  | 0 | 8  | 1 | 0 | 0  | 0 |
| 2016   | OAK    | 11 | 2  | 37  | 32  | 5  | 0,0 | 0 | 0  | 0,0  | 0  | 0 | 6  | 1 | 0 | 0  | 0 |
| 2017   | DET    | 16 | 1  | 44  | 36  | 8  | 0,5 | 0 | 0  | 0    | 0  | 0 | 9  | 0 | 2 | 27 | 1 |
| 2018   | JAC    | 10 | 6  | 46  | 39  | 7  | 1,0 | 1 | 10 | 10,0 | 10 | 0 | 4  | 0 | 0 | 0  | 0 |
| 2019   | JAC    | 15 | 8  | 41  | 32  | 9  | 2,0 | 0 | 0  | 0    | 0  | 0 | 6  | 1 | 1 | 0  | 0 |
| 2020   | JAX    | 5  | 1  | 18  | 15  | 3  | 0,0 | 0 | 0  | 0    | 0  | 0 | 1  | 0 | 0 | 0  | 0 |
| 2021   | WAS    | 1  | 0  | 0   | 0   | 0  | 0,0 | 0 | 0  | 0    | 0  | 0 | 0  | 0 | 0 | 0  | 0 |
| Totale | Totale | 92 | 41 | 328 | 282 | 46 | 4,5 | 4 | 10 | 2,5  | 10 | 0 | 46 | 4 | 2 | 27 | 1 |

Fonte: Football Database - In grassetto i record in carriera.

## Decesso
Hayden è morto l'11 novembre 2023, all'età di 33 anni, a Houston in Texan, vittima insieme ad altre cinque persone di un incidente stradale avvenuto intorno alle 2:00 della mattina e provocato da un veicolo che non rispettò un semaforo rosso e investì il SUV in cui Hayden era un passeggero. Nell'incidente persero la vita anche due ex compagni di squadra di Hayden ai tempi del college, Zachary McMillian e Ralph Oragwu, mentre un altro ex compagno, Jeffery Lewis, sopravvisse.